# خوسيه خواكين تريخوس فرنانديز
خوسيه خواكين تريخوس فرنانديز (بالإسبانية: José Joaquín Trejos Fernández) (و. 1916 – 2010 م) هو سياسي من كوستاريكا ولد في سان خوسيه، كوستاريكا.

## روابط خارجية
- خوسيه خواكين تريخوس فرنانديز على موقع مونزينجر (الألمانية)
- خوسيه خواكين تريخوس فرنانديز على موقع إن إن دي بي (الإنجليزية)